# Orthosia erythrolita
Orthosia erythrolita är en nordamerikansk fjärilsart som beskrevs av Augustus Radcliffe Grote 1879. Arten ingår i släktet Orthosia och familjen nattflyn. Inga underarter finns listade i Catalogue of Life.